# René Claude Meka
René Claude Meka, né le 2 février 1939 à Enongal près d'Ebolowa (Cameroun français), est un officier supérieur camerounais, chef d'État-major des Forces armées camerounaises depuis septembre 2001.

## Biographie
René Claude Meka est né le 2 février 1939 à Enongal près d'Ebolowa. Formé à l'École spéciale militaire de Saint-Cyr. Diplômé en 1962, il est ensuite diplômé de l'école de l'infanterie de Saint-Maixent en 1963. Il a commandé la brigade stratégique du Quartier général de Yaoundé.
Lors du conflit qui a opposé le Cameroun au Nigeria au sujet de la péninsule de Bakassi, il a été chargé de sécuriser ce territoire en déployant notamment le Bataillon d'intervention rapide (BIR).
René Claude Meka est marié à une Française et est père de cinq enfants.